# Rwanda National Association of Deaf Women
Die Rwanda National Association of Deaf Women (RNADW) ist ein Behindertenverband für gehörlose Frauen und Mädchen in Ruanda.

## Geschichte und Organisation
Die RNADW wurde 2005 gegründet und ist beim Rwanda Governance Board (RGB) registriert. Sie ist Gründungsmitglied des seit 17. September 2010 bestehenden Dachverbands der National Union of Disability Organizations in Rwanda (NUDOR, deutsch „Nationale Union der Behindertenorganisationen in Ruanda“). Für Taubblinde wurde 2011 als Projekt der RNADW, Rwandan Union of the Blind (RUB) und Rwanda National Union of the Deaf (RNUD) die Rwandan Organization of Persons with Deaf-Blindness (ROPDB) ins Leben gerufen und 2018 bzw. 2022 die nationale Organisation gegründet und registriert.
Vorsitzende der RNADW ist Pelagie Muhoracyeye (Stand 2024).

## Ziele
Die RNADW setzt sich für die Rechte und Belange von gehörlosen Frauen und Mädchen in Ruanda ein. Ein Anliegen ist die Förderung von Beschäftigungsmöglichkeiten für Gehörlose durch Trainingsprogramme. Im Gesundheitswesen sollen unter anderem die sexuelle Gesundheit und sexuellen Rechte sowie die reproduktive Gesundheit und reproduktiven Rechte (englisch Sexual and Reproductive Health and Rights, kurz SRHR) der Frauen gefördert werden. Darunter fallen Kurse für Krankenschwestern und andere Personen im Gesundheitswesen in ruandischer Gebärdensprache. In ruandischen Flüchtlingslagern soll die Unterrichtung von gehörlosen Frauen und Mädchen in Gebärdensprache es diesen erleichtern Missbrauch zu melden oder um Hilfe zu ersuchen. Zudem werden Kurse für Mitarbeitende in Flüchtlingslagern, Jugendzentren und Behörden gefördert, um Kommunikationslücken zu schließen.